# Strumigenys mumfordi
Strumigenys mumfordi is een mierensoort uit de onderfamilie van de Myrmicinae. De wetenschappelijke naam van de soort werd voor het eerst geldig gepubliceerd in 1932 door William Morton Wheeler.